# Harold Bloom
Pour les articles homonymes, voir Bloom.
Harold Bloom, né le 11 juillet 1930 à New York (État de New York) et mort le 14 octobre 2019 à New Haven (Connecticut), est un critique littéraire et professeur américain. Il a été le "Sterling Professor of Humanities" de l'université de Yaleoù il a fait ses études ainsi qu'à celles de Cambridge et celle Cornell. En 2017, Bloom a été qualifié de "probablement le critique littéraire le plus célèbre du monde anglophone". Après avoir publié son premier livre en 1959, Bloom a écrit plus de 50 livres, dont plus de 40 livres de critique littéraire, plusieurs livres traitant de la religion et un roman. Il a édité des centaines d'anthologies concernant de nombreuses figures littéraires et philosophiques pour la maison d'édition Chelsea House,. Les livres de Bloom ont été traduits dans plus de 40 langues. Bloom a été élu à l'American Philosophical Society en 1995.
Bloom était un défenseur du canon occidental traditionnel à une époque où les départements littéraires se concentraient sur ce qu'il appelait avec dérision "l'école du ressentiment" (multiculturalistes, féministes, marxistes et autres),.
Il a notamment défendu les poètes du XIXe siècle à une époque où ils étaient méconnus. Grand amateur de Shakespeare, il a préconisé une approche esthétique de la littérature contre les méthodes marxistes, féministes, néo-historicistes et post-modernistes. Avec David Rosenberg, il a écrit un ouvrage significatif à propos de l'hypothèse documentaire.

## Biographie

### Jeunesse
Harold Bloom est né à New York, fils de Paula (née Lev) et de William Bloom. Il a vécu dans le Bronx à 1410 Grand Concourse,. Il a été élevé dans le judaïsme orthodoxe au sein d’une famille d’origine ashkénaze parlant le yiddish, où il a appris l'hébreu littéraire ; il a appris l'anglais à l'âge de six ans. Le père de Bloom, un ouvrier du vêtement, est né à Odessa et sa mère, une femme au foyer, près de Brest Litovsk, dans l'actuelle Biélorussie. Harold avait trois sœurs aînées et un frère aîné ; il était le dernier frère vivant.
Dans son enfance, Harold Bloom a lu "Collected Poems" de Hart Crane, un recueil qui l'a inspiré tout au long de sa fascination pour la poésie. Bloom est allé à la Bronx High School of Science (où ses notes étaient médiocres mais ses résultats aux tests standardisés étaient élevés), et avait ensuite obtenu un B.A. dans Classics de Cornell en 1951, où il était étudiant du critique littéraire anglais M. H. Abrams et titulaire d'un doctorat de Yale en 1955. En 1954-1955, Bloom était boursier Fulbright au Pembroke College, à Cambridge.
Harold Bloom était un étudiant remarquable à Yale, où il s'est heurté à la faculté de New Critics, dont William K. Wimsatt. Plusieurs années plus tard, Bloom dédie son premier livre majeur, The Anxiety of Influence, à Wimsatt.

### Carrière d'enseignant
Harold Bloom est membre du département d'anglais de Yale de 1955 à 2019. Il reçoit une bourse MacArthur en 1985. De 1988 à 2004, Bloom est professeur d'anglais Berg à l'Université de New York, tout en conservant son poste à Yale. En 2010, il devient l'un des fondateurs du Ralston College, une nouvelle institution basée à Savannah, en Géorgie, qui se concentre sur les textes primaires,. Aimant les mots affectueux, Bloom s'adressait à ses étudiants et à ses amis, hommes et femmes, en les appelant "my dear". Harold Bloom  donne son dernier cours à Yale le 10 octobre 2019, quatre jours avant sa mort le 14 octobre 2019.

### Vie personnelle et décès
Bloom a épousé Jeanne Gould en 1958 et a eu deux enfants. Lors d'une interview en 2005, Jeanne a déclaré qu'elle et Harold étaient tous deux athées, ce que ce dernier a nié : "Non, non, je ne suis pas athée. Ce n'est pas drôle d'être athée".
Bloom a fait l'objet en 1990 d'un article dans GQ intitulé "Bloom in Love", qui l'accusait d'avoir des liaisons avec des étudiantes diplômées. Il a qualifié l'article de faire dans l'"assassinat de caractère dégoûtant". L'ami et collègue de Bloom, le biographe R. W. B. Lewis, a déclaré en 1994 que "l'errance de Bloom, je crois, appartient au passé. Je déteste le dire, mais il s'en est plutôt vanté, et ce n'était donc pas très secret pendant un certain nombre d'années". Dans un article paru en 2004 dans le New York Magazine, Naomi Wolf a écrit qu'alors qu'elle était étudiante à l'université de Yale en 1983 : "Bloom s'est rendu à un dîner avec elle en lui disant qu'il discuterait de ses écrits. Au lieu de cela, elle affirme qu'il l'a draguée, plaçant sa main sur l'intérieur de sa cuisse". Bloom a "vigoureusement nié" l'allégation,.
Bloom n'a jamais pris sa retraite de l'enseignement, jurant qu'il devrait être retiré de la salle de classe "dans un grand sac mortuaire". Il a subi une opération à cœur ouvert en 2002 et s'est cassé le dos après une chute en 2008. Il est décédé à l'hôpital de New Haven, dans le Connecticut, le 14 octobre 2019. Il était âgé de 89 ans.

## Carrière d'écrivain

### Défense du romantisme
Bloom a commencé sa carrière avec une série de monographies très appréciées sur Percy Bysshe Shelley notamment Shelley's Myth-making publié au Yale University Press, à l'origine de la thèse de doctorat de Bloom. Il en a rédigé d'autres sur William Blake (Blake's Apocalypse, Doubleday), W. B. Yeats (Yeats, Oxford University Press) et Wallace Stevens (Wallace Stevens : The Poems of Our Climate, Cornell University Press). Dans ces ouvrages, il défend les grands romantiques contre les critiques néo-chrétiens influencés par des écrivains tels que T. S. Eliot, qui est devenu un bouc émissaire intellectuel récurrent. Bloom avait une approche controversée : son premier livre, Shelley's Myth-making, accusait de nombreux critiques contemporains de négligence pure et simple dans leur lecture du poète.

### Théorie de l'influence
Après une crise personnelle à la fin des années 1960, Bloom s'est profondément intéressé à Ralph Waldo Emerson, à Sigmund Freud et aux anciennes traditions mystiques du gnosticisme, de la kabbale et de l'hermétisme. Lors d'une interview de Bloom en 2003, Michael Pakenham, rédacteur en chef du Baltimore Sun, a noté que Bloom se qualifiait depuis longtemps de "gnostique juif". Bloom a répondu : "J'utilise le terme "gnostique" dans un sens très large. Je ne suis rien d'autre que juif... Je suis vraiment un produit de la culture yiddish. Mais je ne peux pas comprendre un Yahvé, ou un Dieu, qui pourrait être tout-puissant et omniscient et qui autoriserait les camps de la mort nazis et la schizophrénie". Influencé par ses lectures, il a commencé une série de livres qui se concentrent sur la façon dont les poètes luttent pour créer leurs visions poétiques individuelles sans être dépassés par l'influence des poètes qui les ont incités à écrire.
Le premier de ces livres, Yeats, remet en question la vision critique conventionnelle de la carrière poétique de William Butler Yeats. Dans l'introduction de ce volume, Bloom énonce les principes de base de sa nouvelle approche de la critique : "L'influence poétique, telle que je la conçois, est une variété de la mélancolie ou du principe d'anxiété. Les nouveaux poètes sont inspirés pour écrire parce qu'ils ont lu et admiré les poètes précédents, mais cette admiration se transforme en ressentiment lorsque les nouveaux poètes découvrent que les poètes qu'ils idolâtraient ont déjà dit tout ce qu'ils souhaitaient dire. Les poètes sont déçus parce qu'ils "ne peuvent pas être Adam tôt le matin. Il y a eu trop d'Adams, et ils ont tout nommé".
Afin d'éviter cet obstacle psychologique, selon Bloom, les poètes doivent être convaincus que les poètes précédents se sont trompés quelque part et ont échoué dans leur vision, laissant ainsi ouverte la possibilité qu'ils aient quelque chose à ajouter à la tradition. L'amour des poètes pour leurs héros se transforme en antagonisme à leur égard : "L'amour initial pour la poésie du précurseur se transforme assez rapidement en conflit révisionnel, sans lequel l'individuation n'est pas possible". Le livre qui a suivi Yeats, The Anxiety of Influence, que Bloom a commencé à écrire en 1967, s'est appuyé sur l'exemple de The Burden of the Past et The English Poet de Walter Jackson Bate et a refondu sous une forme psychanalytique systématique le récit historicisé de Bate sur le désespoir que les poètes des XVIIe et XVIIIe siècles ont ressenti face à leur incapacité à égaler leurs prédécesseurs. Bloom a tenté de retracer le processus psychologique par lequel les poètes se sont libérés de leurs précurseurs pour réaliser leurs propres visions poétiques. Il a établi une distinction nette entre les "poètes forts", qui effectuent des "relectures fortes" de leurs précurseurs, et les "poètes faibles", qui se contentent de répéter les idées de leurs précurseurs comme s'ils suivaient une sorte de doctrine. Il a décrit ce processus en termes d'une séquence de "ratios de révision", par lesquels les poètes forts passent au cours de leur carrière.

### Addenda et développements de sa théorie
Le texte A Map of Misreading reprend là où The Anxiety of Influence s'est arrêté, en apportant plusieurs ajustements au système de rapports de révision de Bloom. Kabbalah and Criticism tente d'invoquer le système d'interprétation ésotérique de la kabbale lurianique, tel qu'expliqué par l'érudit Gershom Scholem, comme système alternatif de cartographie du chemin de l'influence poétique. Figures of Capable Imagination rassemble des pièces bizarres que Bloom a écrites au cours du processus de composition de ses livres "d'influence".
Bloom a continué à écrire sur la théorie de l'influence tout au long des années 1970 et 1980, et a écrit peu de choses par la suite qui n'invoquaient pas ses idées sur l'influence.

### Expérimentation romancière
La fascination de Bloom pour le roman fantastique de David Lindsay, A Voyage to Arcturus, l'a amené à interrompre brièvement ses activités de critique pour en écrire la suite en 1979. Ce roman, The Flight to Lucifer, est la seule œuvre de fiction de Bloom.

### Critique religieuse
Bloom est ensuite entré dans une phase de ce qu'il a appelé la "critique religieuse", en commençant par Ruin the Sacred Truths : Poetry and Belief from the Bible to the Present en 1989). Dans The Book of J rédigé en1990 avec David Rosenberg qui a traduit les textes bibliques, ils présentent l'un des documents anciens supposés à l'origine des cinq premiers livres de la Bible comme l'œuvre d'un grand artiste littéraire qui n'avait pas l'intention de composer une œuvre dogmatiquement religieuse. Ils ont envisagé cet auteur anonyme comme une femme attachée à la cour des successeurs des rois israélites David et Salomon - une spéculation qui a fait couler beaucoup d'encre. Plus tard, Bloom a déclaré que ces spéculations n'allaient pas assez loin et qu'il aurait peut-être dû identifier J avec la Bethsabée biblique. Dans Jesus and Yahweh : The Names Divine écrit en 2004, il revisite une partie du territoire couvert dans The Book of J en discutant de la signification de Yahvé et de Jésus de Nazareth en tant que personnages littéraires, tout en jetant un regard critique sur les approches historiques et en affirmant l'incompatibilité fondamentale entre le christianisme et le judaïsme.
En 1992, dans The American Religion, Bloom a passé en revue les principales variétés de religions protestantes et post-protestantes nées aux États-Unis et a soutenu que, en termes d'emprise psychologique sur leurs adeptes, la plupart d'entre elles avaient plus en commun avec le gnosticisme qu'avec le christianisme historique. Les Témoins de Jéhovah, que Bloom considère comme non gnostiques, constituent l'exception. Il a également prédit que les souches mormones et pentecôtistes du christianisme américain dépasseraient en popularité les principales divisions protestantes au cours des prochaines décennies. Dans Omens of Millennium, en 1996, Bloom identifie ces éléments religieux américains comme étant à la périphérie d'une tradition religieuse gnostique ancienne - et non intrinsèquement chrétienne - qui invoque un ensemble d'idées et d'expériences concernant l'angélologie, l'interprétation des rêves comme prophétie, les expériences de mort imminente et le millénarisme.
Dans son essai sur l'Évangile de Thomas, Bloom écrit qu'aucune des paroles araméennes de Thomas n'a survécu dans la langue originale. Marvin Meyer est généralement d'accord et confirme que les versions antérieures de ce texte ont probablement été écrites en araméen ou en grec. Meyer termine son introduction en approuvant une grande partie de l'essai de Bloom, qui souligne l'étrangeté du Jésus dans les paroles de Thomas en faisant référence au "paradoxe aussi du Jésus américain".

### Le canon occidental
Bloom écrit The Western Canon, une étude des principales œuvres littéraires d'Europe et des Amériques depuis le XIVe siècle, se concentre sur 26 œuvres que Bloom considère comme sublimes et représentatives de leurs nations et du canon occidental. Outre l'analyse des différentes œuvres représentatives du canon, la principale préoccupation de Bloom dans cet ouvrage est de récupérer la littérature de ce qu'il appelle "l'école du ressentiment", les critiques, pour la plupart universitaires, qui ont adopté un objectif social dans leur travail. Bloom affirme que les objectifs de la lecture doivent être le plaisir esthétique solitaire et la connaissance de soi, plutôt que l'objectif d'amélioration de la société défendu par les "forces du ressentiment". Il a qualifié ce dernier d'absurde, en écrivant : "L'idée que l'on profite aux personnes insultées et blessées en lisant quelqu'un de leur propre origine plutôt que Shakespeare est l'une des illusions les plus étranges jamais promues par ou dans nos écoles". Sa position était que la politique n'avait pas sa place dans la critique littéraire : une lecture féministe ou marxiste de Hamlet nous apprendrait quelque chose sur le féminisme et le marxisme, mais probablement rien sur Hamlet.
En plus de prendre en compte l'influence d'un écrivain sur les écrivains ultérieurs, Bloom a proposé le concept d'"étrangeté canonique" comme critère de référence du mérite d'une œuvre littéraire. The Western Canon comprend également une liste - notée par le grand public avec un intérêt généralisé - des œuvres occidentales de l'Antiquité à nos jours que Bloom considère soit comme des membres permanents du canon des classiques littéraires, soit comme des candidats à ce statut. Bloom a déclaré qu'il avait dressé cette liste de tête à la demande de son éditeur et qu'il ne s'y tenait pas.

### Travaux sur Shakespeare
Bloom appréciait profondément William Shakespeare, qu'il considérait comme le centre suprême du canon occidental. La première édition de The Anxiety of Influence évitait presque complètement Shakespeare, que Bloom considérait alors comme à peine touché par le drame psychologique de l'anxiété. La deuxième édition, publiée en 1997, a ajouté une longue préface qui explique principalement la dette de Shakespeare envers Ovide et Chaucer, et son agonie avec Christopher Marlowe, qui lui a préparé le terrain en se libérant des connotations ecclésiastiques et moralisatrices.
Dans sa dernière étude rédigée en 1998, Shakespeare : The Invention of the Human, Bloom propose une analyse de chacune des 38 pièces de Shakespeare, dont "vingt-quatre sont des chefs-d'œuvre". Rédigé comme un compagnon pour le lecteur général et le spectateur de théâtre, Bloom déclare que la barbarie "devrait être une religion encore plus séculaire qu'elle ne l'est déjà". Il soutient également dans cet ouvrage que Shakespeare a "inventé" l'humanité, en ce sens qu'il a prescrit la pratique aujourd'hui courante de "s'entendre dire", qui est à l'origine de nos changements. Les deux parangons de sa théorie sont Sir John Falstaff dans Henry IV et Hamlet, que Bloom considère comme représentant respectivement l'autosatisfaction et le dégoût de soi. Ces deux personnages, Iago et Cléopâtre sont, selon Bloom (citant A. C. Bradley), "les quatre personnages shakespeariens les plus inépuisables pour la méditation".
Tout au long de l'œuvre de Shakespeare, des personnages de pièces disparates sont imaginés côte à côte et interagissent les uns avec les autres. Les universitaires et les critiques contemporains ont décrié cette approche, estimant qu'elle renvoyait à la critique des personnages de Bradley et d'autres, qui est explicitement louée dans le livre. Comme dans The Western Canon, Bloom critique ce qu'il appelle "l'école du ressentiment" pour son incapacité à relever le défi de l'universalité de Shakespeare et pour avoir balkanisé l'étude de la littérature par le biais de départements multiculturels et historicistes. Affirmant la popularité singulière de Shakespeare dans le monde entier, Bloom le proclame seul auteur véritablement multiculturel. Répudiant les "énergies sociales" auxquelles les historicistes attribuent la paternité de Shakespeare, Bloom déclare que ses adversaires universitaires modernes - et toute la société - ne sont qu'une "parodie des énergies shakespeariennes".

### Années 2000-2010
Bloom a consolidé son travail sur le canon occidental au travers How to Read and Why publié en 2000 et Genius: A Mosaic of One Hundred Exemplary Creative Minds en 2003. La même année, Hamlet : Poem Unlimited expose un amendement à Shakespeare. Invention of the Human écrit après que Bloom ait décidé que le chapitre sur Hamlet du livre précédent était trop axé sur la question textuelle de l'Ur-Hamlet pour couvrir ses pensées les plus centrales sur la pièce elle-même. Certains éléments de critique religieuse ont été combinés à sa critique laïque dans Where Shall Wisdom Be Found en 2004, et un retour plus complet à la critique religieuse a été marqué par la publication de Jesus and Yahweh : The Names Divine en 2005. Tout au long de la décennie, il a également compilé, édité et introduit plusieurs anthologies majeures de poésie.
Bloom a participé au documentaire diffusé en 2006 Apparition of the Eternal Church de Paul Festa. Ce documentaire est centré sur les réactions des gens lorsqu'ils entendent pour la première fois la pièce d'orgue d'Olivier Messiaen, Apparition de l'église éternelle.
Bloom a commencé un livre sous le titre provisoire Living Labyrinth, centré sur Shakespeare et Walt Whitman, qui a été publié sous le titre The Anatomy of Influence : Literature as a Way of Life en 2011.
En juillet 2011, après la publication de The Anatomy of Influence et l'achèvement de The Shadow of a Great Rock, Bloom travaillait sur trois autres projets :
- Achievement in the Evening Land from Emerson to Faulkner, en 2015, relate une histoire de la littérature américaine selon le modèle canonique, qui s'est finalement transformée en son livre The Daemon Knows : Literary Greatness and the American Sublime.
- The Hum of Thoughts Evaded in the Mind : A Literary Memoir, qui a finalement donné naissance à son livre Possessed by Memory : The Inward Light of Criticism est publié en 2019. Il est le dernier livre que Bloom a publié de son vivant.
- Le titre provisoire d'une pièce de théâtre provisoire Walt Whitman : A Musical Pageant[46] a été modifié en novembre 201 en To You Whoever You Are : A Pageant Celebrating Walt Whitman[47]. Ce travail n'a pas été publié et on ne sait pas dans quelle mesure il a été achevé.

### Influences
En 1986, Bloom a désigné Northrop Frye comme son plus proche précurseur. Il a déclaré à Imre Salusinszky en 1986 : "En ce qui concerne mes propres théories, le précurseur proprement dit doit être Northrop Frye. J'ai acheté et lu Fearful Symmetry une semaine ou deux après sa sortie et son arrivée à la librairie d'Ithaca, dans l'État de New York. Il m'a ravi le cœur. J'ai essayé de trouver un autre père en la personne de M. Kenneth Burke, qui est un homme charmant et un critique très puissant, mais je ne viens pas de Burke, je viens de Frye". Cependant, en 2011, dans Anatomie de l'influence, Bloom écrit : "Je n'ai plus la patience de lire quoi que ce soit de Frye" et désigne Angus Fletcher parmi ses contemporains vivants comme son "guide critique et sa conscience". Cette année-là, il a également recommandé Colors of the Mind de Fletcher et The Mirror and the Lamp de M. H. Abrams. Par cette phase tardive, Bloom a également souligné la tradition des critiques antérieurs tels que William Hazlitt, Ralph Waldo Emerson, Walter Pater, A. C. Bradley et Samuel Johnson, décrivant Johnson dans The Western Canon comme "inégalé par n'importe quel critique dans n'importe quelle nation avant ou après lui". Dans sa préface de 2012 à The Fourth Dimension of a Poem, Bloom a indiqué l'influence qu'Abrams a eue sur lui au cours de ses années à Cornell.
La théorie de Bloom sur l'influence poétique considère le développement de la littérature occidentale comme un processus d'emprunt et de relecture. Les écrivains trouvent leur inspiration créative chez les auteurs précédents et commencent par les imiter, mais ils doivent faire en sorte que leur propre œuvre soit différente de celle de leurs précurseurs. En conséquence, Bloom soutient que les auteurs ayant un réel pouvoir doivent inévitablement "mal lire" leurs précurseurs pour faire place à de nouvelles imaginations,.
Les observateurs ont souvent identifié Bloom à la déconstruction, mais il n'a jamais admis avoir partagé plus que quelques idées avec les déconstructionnistes. Il a déclaré à Robert Moynihan en 1983 : "Ce que je pense avoir en commun avec l'école de la déconstruction, c'est le mode de pensée négative ou de conscience négative, au sens technique et philosophique du terme, mais qui me vient de la théologie négative [...]. Il n'y a pas d'échappatoire, il y a simplement le donné, et il n'y a rien que nous puissions faire".
Le dramaturge Tony Kushner considère Bloom comme une influence importante sur son travail.

### Critique d'auteurs contemporains
L'association de Bloom avec le canon occidental a suscité un vif intérêt pour son opinion sur l'importance relative des écrivains contemporains. À la fin des années 1980, Bloom a déclaré à un intervieweur : "L'écrivain occidental vivant le plus puissant est probablement Samuel Beckett. Il est certainement le plus authentique".

#### Littérature britannique
Au sujet des écrivains britanniques, Bloom a déclaré : "Geoffrey Hill est le plus puissant des écrivains occidentaux vivants : "Geoffrey Hill est le poète britannique le plus puissant actuellement en activité" et "aucun autre romancier britannique contemporain ne me semble avoir l'éminence d'Iris Murdoch". Après la mort de Murdoch, Bloom a exprimé son admiration pour les romanciers Peter Ackroyd, Will Self, John Banville et A. S. Byatt.

#### Littérature portugaise
Dans Genius : A Mosaic of One Hundred Exemplary Creative Minds, il a qualifié l'écrivain José Saramago de "romancier le plus doué vivant dans le monde aujourd'hui" et de "l'un des derniers titans d'un genre littéraire en voie d'extinction".

#### Littérature américaine
Bloom a déclaré en 2003 qu'"il y a quatre romanciers américains vivants que je connais, qui sont encore au travail et qui méritent nos louanges", ajoutant qu'"ils écrivent le style de notre époque" et que "chacun a composé des œuvres canoniques", il les a identifiés comme étant Thomas Pynchon, Philip Roth, Cormac McCarthy, et Don DeLillo. Il a cité leurs chefs-d'œuvre respectifs comme Vente à la criée du lot 49, L'Arc-en-ciel de la gravité et Mason & Dixon ; Sabbath's Theater et American Pastoral ; Blood Meridian et Underworld. Il a ajouté à cette estimation l'œuvre de John Crowley, avec un intérêt particulier pour sa séquence Aegypt et son roman Little, Big, déclarant que "seule une poignée d'écrivains anglais vivants peuvent l'égaler en tant que styliste, et la plupart d'entre eux sont des poètes ... seul Philip Roth écrit régulièrement au niveau de Crowley". Bloom a qualifié Little, Big de Crowley de "chef-d'œuvre négligé" et de "livre du XXe siècle le plus enchanteur que je connaisse". Il a rédigé la postface d'une édition du roman célébrant son 40e anniversaire. Peu avant sa mort, Bloom a exprimé son admiration pour les œuvres de Joshua Cohen, William Giraldi et Nell Freudenberger.
Dans Kabbalah and Criticism, Bloom identifie Robert Penn Warren, James Merrill, John Ashbery et Elizabeth Bishop comme les poètes américains vivants les plus importants. Dans les années 1990, il cite régulièrement A. R. Ammons aux côtés d'Ashbery et de Merrill, et il identifie plus tard Henri Cole comme le poète américain crucial de la génération qui a suivi ces trois-là. Il a exprimé une grande admiration pour les poètes canadiens Anne Carson, en particulier pour son roman en vers Autobiography of Red, et A. F. Moritz, que Bloom a qualifié de "véritable poète". Bloom a également cité Jay Wright comme l'un des rares poètes majeurs vivants et le meilleur poète américain vivant après la mort d'Ashbery,. L'introduction de Bloom à Modern Critical Interpretations : Gravity's Rainbow en1986) de Thomas Pynchon présente son canon du "Sublime américain du XXe siècle", les plus grandes œuvres d'art américaines produites au XXe siècle. Il a aussi apprécié les travaux de Nathanael West et Bud Powell.

### Accueil
Le travail de Bloom a suscité des réactions divergentes, même parmi les spécialistes de la littérature. Bloom a été qualifié de "probablement le critique littéraire le plus célèbre des États-Unis" et d'"homme de lettres le plus connu d'Amérique". Un article du New York Times de 1994 indiquait que de nombreux jeunes critiques considéraient Bloom comme une "bizarrerie dépassée", tandis qu'un autre de 1998 le qualifiait de "l'un des critiques contemporains les plus doués".
James Wood a écrit : "Vatic, répétitif, imprécisément révérencieux, bien que jamais dépourvu d'un charme particulier qui lui est propre - une sorte d'esprit campagnard, en fait - Bloom, en tant que critique littéraire, a été largement insignifiant ces dernières années". Bloom a répondu aux questions sur Wood lors d'une interview en disant : "Il y a des périodes dans la critique comme il y a des périodes dans le roman et la poésie. Le vent souffle et ils disparaîtront... Il n'y a rien dans cet homme... Je ne veux pas parler de lui".
Au début du XXIe siècle, Bloom s'est souvent retrouvé au centre de controverses littéraires après avoir critiqué des écrivains populaires tels qu'Adrienne Rich, Maya Angelou et David Foster Wallace. Dans les pages de The Paris Review, il a critiqué le slam de poésie à tendance populiste en déclarant : "C'est la mort de l'art" : "Lorsque Doris Lessing a reçu le prix Nobel de littérature, il a déploré le "pur politiquement correct" du prix décerné à un auteur de "science-fiction de quatrième ordre", tout en admettant qu'il avait apprécié les œuvres antérieures de Lessing.
MormonVoices, un groupe associé à la Foundation for Apologetic Information & Research, a inclus Bloom dans sa liste des dix meilleures déclarations anti-mormones de 2011 pour avoir dit "Le chef actuel de l'Église mormone, Thomas S. Monson, connu par ses adeptes comme 'prophète, voyant et révélateur', ne se distingue pas des oligarques ploutocratiques séculiers qui exercent le pouvoir dans notre prétendue démocratie", et ce malgré la sympathie de Bloom pour Joseph Smith, le prophète fondateur du mormonisme, qu'il a qualifié de "génie religieux".

## Œuvres
- Shelley's Mythmaking. New Haven: Yale University Press, 1959.
- The Visionary Company: A Reading of English Romantic Poetry. Garden City, N.Y.: Doubleday, 1961. Rev. and enlarged ed. Ithaca: Cornell University Press, 1971.
- Blake's Apocalypse: A Study in Poetic Argument. Anchor Books: New York: Doubleday and Co., 1963.
- Yeats. New York: Oxford University Press, 1970.  (ISBN 0-19-501603-3)
- The Ringers in the Tower: Studies in Romantic Tradition. Chicago: University of Chicago Press, 1971.
- Poetry and Repression: Revisionism from Blake to Stevens. New Haven: Yale University Press, 1976.
- Figures of Capable Imagination. New York: Seabury Press, 1976.
- Wallace Stevens: The Poems of our Climate. Ithaca, N.Y.: Cornell University Press, 1977.
- Deconstruction and Criticism. New York: Seabury Press, 1980.
- The Flight to Lucifer: Gnostic Fantasy. New York: Vintage Books, 1980.  (ISBN 0-394-74323-7)
- The Breaking of the Vessels. Chicago: University of Chicago Press, 1982.
- The Book of J: Translated from the Hebrew by David Rosenberg; Interpreted by Harold Bloom. New York: Grove Press, 1990  (ISBN 0-8021-4191-9)
- Ruin the Sacred Truths: Poetry and Belief from the Bible to the Present. Cambridge, Mass.: Harvard University Press, 1989.
- The American Religion: The Emergence of the Post-Christian Nation; Touchstone Books;  (ISBN 0-671-86737-7) (1992; août 1993)
- The Anxiety of Influence: A Theory of Poetry. New York: Oxford University Press, 1973; 2d ed., 1997.  (ISBN 0-19-511221-0)
- A Map of Misreading. New York: Oxford University Press, 1975.
- Kabbalah and Criticism. New York : Seabury Press, 1975.  (ISBN 0-8264-0242-9)
- Agon: Towards a Theory of Revisionism. New York : Oxford University Press, 1982.
- The Western Canon: The Books and School of the Ages. New York: Harcourt Brace, 1994.
- Omens of Millennium: The Gnosis of Angels, Dreams, and Resurrection. New York: Riverhead Books, 1996.
- Shakespeare: The Invention of the Human. New York: 1999.  (ISBN 1-57322-751-X)
- Stories and Poems for Extremely Intelligent Children of All Ages. New York: 2001.
- How to Read and Why. New York: 2001.  (ISBN 0-684-85906-8)
- El futur de la imaginació (The Future of the Imagination). Barcelona: Anagrama / Empúries, 2002.  (ISBN 84-7596-927-5)
- Genius: A Mosaic of One Hundred Exemplary Creative Minds. New York: 2003.  (ISBN 0-446-52717-3)
- Hamlet: Poem Unlimited. New York: 2003.
- The Best Poems of the English Language: From Chaucer Through Frost. New York: 2004.  (ISBN 0-06-054041-9)
- Where Shall Wisdom Be Found? New York: 2004.  (ISBN 1-57322-284-4)
- Jesus and Yahweh: The Names Divine 2005.  (ISBN 1-57322-322-0)
- American Religious Poems: An Anthology By Harold Bloom 2006.  (ISBN 1-931082-74-X)